# Treppenstein (Mähring)
Treppenstein ist ein Gemeindeteil des Marktes Mähring im oberpfälzischen Landkreis Tirschenreuth.

## Geografie
Treppenstein liegt im Oberpfälzer Wald, unmittelbar an der Grenze zur Tschechischen Republik. Es befindet sich im Tal des Hammerbachs, der dort Lohbach heißt. Der Weiler liegt 15 Kilometer östlich der Stadt Tirschenreuth und zwei Kilometer südöstlich von Mähring. Von rechts mündet dort der Haselbach in den Mühlteich.

## Geschichte
Das bayerische Urkataster zeigte Treppenstein in den 1810er Jahren mit zwei Herdstellen, vier Schmiedewerkstätten, einer Wegkapelle und dem Hammerwerk, das über einen Mühlteich die Wasserkraft des Lohbaches nutzte. Die beiden Anwesen sind als Vierseithöfe mit zusätzlichen Werkstätten gebaut und besitzen stattliche, zusammenhängende Wirtschaftsflächen, die nicht durch Erbfolge zersiedelt sind. Etwa 600 m westlich befanden sich die Hochöfen, in denen das Erz verhüttet wurde, um dann in den Schmieden weiterverarbeitet zu werden.
Mit dem Gemeindeedikt von 1818 gehörte Treppenstein zur Ruralgemeinde Mähring. Die Mühle mit den zugehörigen Grundstücken war ein Lehen der böhmischen Herrschaft Tachau.
Im Jahr 1970 hatte Treppenreuth neun Einwohner. Als mit der Gebietsreform acht Jahre später die Gemeinden Dippersreuth, Griesbach und Großkonreuth am 1. Mai 1978 in die Gemeinde Mähring eingegliedert wurden, entstand daraus die vergrößerte Einheitsgemeinde Mähring. Deren Verwaltung befindet sich in Großkonreuth. Für Treppenreuth hatte dies die Auswirkung, dass sich der Gemeindesitz nun viermal so weit weg befindet wie vor der Gebietsreform. Im Jahr 1970 lebten neun Einwohner in Treppenstein, 1987 waren es zehn.

## Baudenkmäler
An historischer Bausubstanz erhalten und als Baudenkmale geschützt sind die beiden Hammerherrenhäuser sowie die Wegkapelle. Die Wüstung der ehemaligen Hochöfen ist als Bodendenkmal geschützt.